# Stade Place TD
Le Stade TD Place, ou Place TD (en anglais : TD Place Stadium), anciennement appelé Stade Frank-Clair, est un stade de football canadien et de football (soccer) situé dans le Parc Lansdowne à Ottawa, Ontario.

## Histoire
Le stade a été le domicile de l'équipe de football canadien des Rough Riders d'Ottawa de 1908 à 1996 et des Renegades d'Ottawa de 2002 à 2005. 
Alors que le Stade Frank-Clair est en cours d'agrandissement pour accueillir le Rouge et Noir d'Ottawa, nouveau club de la Ligue canadienne de football, il est rebaptisé Place TD le 7 janvier 2014. Il sert aussi de résidence à l'Atlético Ottawa, équipe de soccer professionnelle qui évolue dans la Première ligue canadienne.
En 2019, il est pressenti pour devenir le stade attitré de la future franchise de rugby à XIII d'Ottawa.

## Événements
Le stade a accueilli plusieurs événements dans différents sports, dont :
- la Coupe du monde des moins de 20 ans 2007 (soccer).
- la Coupe du monde féminine 2015 (soccer).
- les 13e, 27e, 55e, 76e, 92e et 105e édition de la Coupe Grey (football canadien).

Il accueille également des concerts, dont notamment celui des Rolling Stones le 28 août 2005 qui a rassemblé 43 000 personnes.